# Nowodworze
Nowodworze est une localité polonaise de la gmina et du powiat de Tarnów en voïvodie de Petite-Pologne.